# Ian Brown (seglare)
Ian Brown, född den 4 april 1954, är en australisk seglare.
Han tog OS-brons i 470 i samband med de olympiska seglingstävlingarna 1976 i Montréal.